# 김상진 (1933년)
김상진(1933년 12월 6일~1987년 12월 27일)은 대한민국의 정치인이다. 제8·9·10대 국회의원을 지냈다.

## 역대 선거 결과
|  | 16.58% |

|  | 27.42% |

|  | 43.50% |

|  | 57.80% |

|  | 41.83% |

|  | 28.87% |